# Berti Barbera
Berti Barbera (n. 27 ianuarie 1972, București) este un actor, cântăreț, compozitor și prezentator de televiziune din România.

## Biografie
Deși s-a născut la București, a copilărit o vreme la Rădăuți, apoi la Suceava unde a absolvit Liceul „Petru Rareș”. A fost pasionat de muzică încă din copilărie, când a luat primele studii muzicale la Casa Pionierilor. În timpul liceului, a înființat prima sa trupă, cu numele Boltz.
În anul 1990 a plecat la Bucuresti pentru a urma cursurile Academiei de Arte, Facultatea de Actorie, pe care a absolvit-o în 1995. Încă din facultate, a participat la numeroase proiecte muzicale și teatrale.
Între anii 2003 și 2008, a devenit foarte cunoscut ca prezentatorul emisiunii „Taverna” de la TVR, împreună cu Iulian Vrabete, membru al trupei Holograf. Această emisiune a avut ca scop promovarea muzicii de calitate și a muzicienilor de valoare, dar mai puțin cunoscuți. A mai prezentat emisiunea „Nopți Albe de lângă Biserica Neagră”, în cadrul festivalului „Cerbul de Aur” din 1997. 
A fost realizator al emisiunii „Oglinda Sunetului”, difuzată pe programul Radio România Tineret. „Jazzy Hour” de la Radio România Muzical fără prea mari pretenții, fără emfază inutilă, este emisiunea în care jazz-ul stufos și pretențios se transformă într-un prieten agreabil și folositor. 
Din 2017, realizează și prezintă emisiunea Blues Drop la postul Rock FM.
A publicat articole de specialitate în diverse publicații de presă: „Stage Pass”, „Musical Report”, „Art&Roll”, „Revista Radio”, „Playboy”, „Sunete”etc. 
Realizator al unor interviuri televizate cu nume importante ale scenei muzicale mondiale precum Metallica, Yes, Steve Vai, Ian Anderson (Jethro Tull), Jim Kerr (Simple Minds), Pink, Lee Konitz, Long John Hunter, Christian Ancher Gron etc.

### Experiență muzicală
A fost solist vocal al grupului Voltaj ’88 în perioada 1994 – 1997. A participat ca invitat pe albumele și în spectacolele formațiilor Timpuri Noi, Taxi, Cargo, Proconsul, Talisman, Phoenix, precum și ale soliștilor Silvia Dumitrescu, Cătălin Târcolea, Ilie Stepan , Ștefan Bănică Jr., Analia Selis etc.
Din 1996, devine solist vocal și fondator al grupului Blue’s Convention, alături de Florin Ochescu.
A mai avut colaborări alături de Mircea Tiberian, Anca Parghel, Johnny Răducanu, Garbis Dedeian, Decebal Bădilă, Marius Popp, Ion Baciu Jr., Nightlosers, Corneliu Stroe, Sorin Romanescu, Black Cat, Quo Vadis, Big Mamou precum și întâlniri tip „jam session” cu Larry Coryell și The Bluesbreakers.
A realizat ilustrația muzicală la spectacolul „Eu dacă vreau să fluier, fluier”, în regia lui Sorin Misiriantu.

### Teatru
Ca actor, a jucat în spectacolele de teatru: „Trei surori” de A.P. Cehov, „Îmblânzirea scorpiei” de W. Shakespeare, „Proștii sub clar de lună” de T. Mazilu, „Adunarea femeilor” de Aristofan etc. De asemeni, a avut roluri și în filme românești și străine, cum ar fi: „Vânătoarea de lilieci”, „E pericoloso sporgersi”, „Trancers”, „Vacuums” (colaborare cu Quincy Jones si compania „Stomp”), „Cold Mountain” cu Nicole Kidman, Jude Law, Natalie Portman, Donald Sutherland, în regia lui Anthony Minghella.
Este membru UNITER din 2001.

### Discografie
- 1995 – „Sweet Angel Child” – cu Voltaj ‘88
- 1996 – „Obsesii” – cu Voltaj “ 88
- 1997 – „Intrigi” – cu Voltaj “88
- 1998 – „X – treme” – cu Catalin Tarcolea & Alter Ego
- 2002 – „Let The Good Times Roll – Big Band Blues”
- 2004 – „Remember ‘26” – cu Alin Constantiu Dixieland Band
- 2005 – „EZ4U” – cu Catalin Tarcolea & Alter Ego
- 2005 – „Confident Stories” – cu Nicu Patoi
- 2006 – „Flick Flack” – cu 4Given
- 2008 - „Stringasong” – cu Nicu Patoi

Alte apariții:
- „Fata Cu Tatuaj” – Proconsul – albumul „Tatuaj” – 2000 – muzicuță
- „Cu Bratele Deschise” – Direcția 5 – albumul „O Zi De Primăvară” – 2005 – muzicuță
- „Numele Tău” – Ștefan Bănică Jr. & Angela Gheorghiu – 2005 – percuție
- „Baba Novac” – 2005 – Phoenix – percuție.